# Канум джііб
Канум джііб, шумай (тай. ขนมจีบ, спрощ.: 烧卖; кит. трад.: 燒賣; піньїнь: shāomài) — вид традиційних вареників зі свининою у Китаї та Таїланді.

## Історія
Походить з Китаю, де слугував додатковою стравою під час чайної церемонії. Тайську назву отримала від слова «джііб», що означає позицію руки у тайському традиційному танці, коли пальці складені в пучку. Тайський король Рама II порівнював канум джііб зі складками на одязі тайських жінок. Страва отримала широке розповсюдження серед китайської та тайської діаспори.  

## Вигляд
На вигляд канум джіб схожі на мініатюрні мішечки з численними складками. Тісто часто підфарбовують жовтим та зеленим кольором, тому страва може бути різнокольорова. Подається на маленькій тарілці з бамбуковою шпажкою, горішками та кислим соусом.